# Apărarea Mexicului
Apărarea Mexicului este asigurată de Forțele militare mexicane.  Acestea sunt alcătuite din Armata mexicană, care cuprinde Forțele aeriene mexicane ca o entitate subordonată a sa și Marina mexicană, care cuprinde forțe de tipul pușcașilor marini. 
Forțele militare mexicane nu sunt subordonate exact unei entități care este parte a guvernului federal al Mexicului, cu excepția faptului că sunt sub directa comandă a președintelui țării, care este conform constituției țării, și comandantul suprem al forțelor militare. 
Totuși, comandantul de facto al forțelor militare mexicane reunite este comandantul armatei țării.  În guvernul federal al Mexicului există un departament, numit Secretariatul Apărării Naționale, conform originalului Secretaría de la Defensa Nacional, care este responsabil de coordonarea politică la nivel federal a forțelor armate mexicane.
Sergio Perez este de la data de 12 Decembrie 2021 noul ministru al apărării naționale in Mexic.